# Bibliotheek Gelderland Zuid
De Bibliotheek Gelderland Zuid (OBGZ) is de openbare bibliotheek-organisatie voor de gemeenten Nijmegen, Beuningen, Heumen, Berg en Dal, Overbetuwe en Lingewaard. De hoofdvestiging bevindt zich aan het Mariënburgplein in het centrum van Nijmegen. 
In mei 2019 telde de Bibliotheek Gelderland Zuid 26 vestigingen. Daarnaast beschikken 44 basisscholen en 3 middelbare scholen in het werkgebied over een Bibliotheek op school: een eigen collectie met bibliotheekmaterialen en een uitleensysteem.

## Geschiedenis
In 1817 begon de Nijmeegse Nutsbibliotheek boven de stadsmanege aan het Mariënburgplein met een collectie van 131 boeken; een eeuw later waren het er 1.844. Het doel van de Nutsbibliotheek was om ‘de zeden en kundigheden bij de volksklasse op een hoger peil te brengen’. In 1840 werd de parochiebibliotheek van de Molenstraatkerk geopend. Hier zochten de paters boeken uit, die de gelovigen op zondag na de hoogmis mee naar huis mochten nemen.
Op 28 maart 1916 werd de katholieke vereniging ‘Openbare Leeszaal en Boekerij te Nijmegen’ opgericht, gevestigd aan de Oranjesingel 2a. Deze bibliotheek beschikte voor het eerst over lees- en studiezalen. De collectie breidde zich gestaag uit tot 22.000 romans en s|tudieboeken in 1930. Ook de leeszaal werd druk bezocht. 
In 1931 verhuisde de bibliotheek naar een groter gebouw aan de Van Schaeck Mathonsingel. Dit pand ging echter in vlammen op tijdens de Tweede Wereldoorlog, tijdens de Slag om Nijmegen op 17 september 1944. Bijna alle boeken gingen hierbij verloren. Het duurde nog tot 1956 voordat de collectie in het nieuwe pand aan de Van Oldebarneveltstraat met 39.000 stuks groter was dan in 1941.
In 1965 veranderde de Nutsbibliotheek haar naam in ‘Algemene Openbare Bibliotheek’ (AOB). De AOB positioneerde zich tegenover de behoudende katholieke bibliotheek als progressief en vrijzinnig protestants. In 1974 fuseerden beide bibliotheken tot de Openbare Bibliotheek Nijmegen, met de hoofdvestiging in het toen nieuw opgerichte culturele centrum de Lindenberg. 
In 1980 was meer dan een kwart van de Nijmegenaren lid van de bibliotheek, maar de ruimte in de Lindenberg was met 2.500 m² eigenlijk te klein. Ook waren de trappetjes en verschillende niveaus in het gebouw niet erg praktisch. Na bijna dertig jaar verhuisde de centrale bibliotheek in 2000 naar een eigentijds gebouw van 4.700 m² aan het Mariënburgplein, in een voormalig politiegebouw. Dit was midden in het nieuwe culturele kwartier van Nijmegen. 
Als gevolg van bezuinigingen moesten bibliotheken in kleine gemeenten zich aansluiten bij een sterke partner, als ze wilden blijven bestaan. In de regio Gelderland-Zuid fuseerden ze daarom met Nijmegen. Tussen 2006 en 2008 fuseerden de openbare bibliotheken in de gemeenten Nijmegen, Overbetuwe, Beuningen, Heumen, Ubbergen en Millingen tot de nieuwe organisatie met de naam Bibliotheek Gelderland Zuid. In 2015 volgden de bibliotheken in de gemeente Lingewaard en in 2017 kwam ook de Bibliotheek Groesbeek erbij. 
In april 2019 beschikte de Bibliotheek Gelderland Zuid over 26 vestigingen in de gemeenten Nijmegen, Overbetuwe, Beuningen, Heumen, Berg en Dal en Lingewaard.

## Diensten en activiteiten
De Bibliotheek Gelderland Zuid zet zich in om mensen (digi)taalvaardiger te maken, het culturele klimaat te verrijken en inclusiviteit binnen taal en verhaal te bevorderen. De organisatie beschikt in totaal over een collectie van bijna een half miljoen fysieke items.
Om jong en oud (digi)taalvaardiger te maken, werkt de bibliotheek samen met diverse lokale welzijnsorganisaties. Samen met deze partijen organiseert de bibliotheek in verschillende vestigingen o.a. Taalcafés, computercursussen en Digitaal cafés. De Bibliotheek Gelderland Zuid is aangesloten bij het Bondgenootschap Laaggeletterdheid. Dit bondgenootschap wil in de regio Nijmegen laaggeletterdheid voorkomen en bestrijden. Door intensief samen te werken met scholen, bedrijven en gemeenten wil de bibliotheek laaggeletterdheid zo vroeg mogelijk signaleren en verminderen.
Daarnaast organiseert de Bibliotheek Gelderland Zuid gedurende het programmaseizoen diverse lezingen, hoorcolleges, kindercolleges, digitale workshops, kindervoorstellingen, voorleesuurtjes en andere literaire en educatieve activiteiten. De bibliotheek is voorzitter van Stichting Literaire Activiteiten Nijmegen (SLAN). Deze stichting organiseert jaarlijks diverse literaire festivals en activiteiten, zoals de Nijmeegse Poëzieweek en het Nijmeegs Boekenfeest.